# Orde de Sant Blai
L'Orde de Sant Blai o Orde de Sant Blai i la Mare de Déu fou un orde militar fundat a Palestina cap al 1191 pel rei de la Cilícia Armènia, desaparegut cap al 1274 i potser integrat en un altre orde; fou creat per defensar el territori de Terra Santa i lluitar contra l'heretgia. De fet, no se sap realment si l'orde existí o és una mala interpretació posterior de les dades.

## Indicis de l'existència de l'orde
Sense més documentació al respecte, només alguns indicis permeten de conjecturar l'existència de l'orde, però no pas la seva trajectòria. L'historiador Caleb Bach esmenta l'existència d'una pintura a una columna de l'església de la Nativitat de Betlem, restaurada en 1130 pels croats, i on es representa Sant Blai i, al costat, la Mare de Déu: la coincidència només es dona en el nom d'aquest orde i en serien els sants patrons.
Innocenci III, en una carta de 6 de juliol de1206 al rei d'Armènia Lleó I fa referència a la incompatibilitat entre el clergat i la imposició per la força, com es dona en els ordes militars, la qual cosa fa pensar que el rei n'era responsable d'algun.
El testimoni més clar és el de sant Nercès de Lampron, arquebisbe armeni de Tars (Cilícia) entre 1153-58 i 1198, diu en una obra seva (Consideracions sobre les institucions de l'Església) que al seu temps hi havia a Armènia corporacions religioses regides per diverses lleis, on s'associaven institucions monàstiques i l'hàbit militar, i que tenien com a objectiu "la guerra contra els enemics de la fe".

## Història
Segons algunes fonts, i partint del fet que realment hagués existit, l'orde fou creat pel rei Lleó I, de la Cilícia Armènia a Palestina cap al 1191, potser arran del setge d'Acre. Era un orde militar i religiós alhora, seguint el model dels templers, i Prengué el nom de Sant Blai de Sebaste, patró de l'Armènia bagràtida. Estava dividida en dues branques: la religiosa, encarregada dels oficis litúrgics, la pregària pels soldats i l'apostolat entre els infidels, i la militar, per lluitar contra els heretges (entenent llavors els cismàtics ortodoxos grecs) i, després, els musulmans. Estava posat sota la Regla de Sant Basili, la més comuna a l'Imperi d'Orient.
Aquesta dada es va transmetre i apareix a l'obra de Léon Alishan, historiador armeni, Léon le Magnifique (Venècia, 1888), indicant que l'orde existia al nord de Síria, però sense donar-ne fonts. És recollida, igualment, per altres textos del segle xix, que diuen basar-se en documents dels segles xvii i XVIII.

### Desaparició
La data de desaparició de l'orde és igualment desconeguda. Cap al 1274, Terra Santa és atacada pels mamelucs i hi ha temptatives de reunir els diferents ordes militars i grups dels croats per fer-se més forts. La temptativa no reixeix, però, i encara es planteja en 1291, ara per Nicolau V.
És possible que l'arribada dels mamelucs fes desaparèixer l'orde, o que els seus cavallers s'integressin en altres com els Hospitalers de Sant Joan o els templers, amb els que mantenien bones relacions.
Alguns pseudo-ordes de cavalleria moderns, apareguts al segle xx, han pres el nom d'aquest orde.